# Enovrati glog
Enovrati glog (znanstveno ime Crataegus monogyna) je listopadno drevo, ki je samoniklo v Evropi, severozahodni Afriki in zahodni Aziji.

## Opis
Enovrati glog je grm ali drevo, ki zraste v višino med 5 in 14 metrov in ima kroglasto krošnjo. Lubje je rjavo s pokončnimi oranžnimi razpokami. Mlade veje so poraščene z ostrimi trni, ki so dolgi okoli 12,5 mm. Listi so dlanasto krpasti ali deljeni. Imajo 3 do 7 zašiljenih in na koncu napiljenih krp, dolgi pa so med 20 in 80mm. Na veje so razporejeni izmenjujoče. Med prvim in drugim parom krp sta zarezi, ki običajno sežeta do središča lista. Zgornja stran listov je temno, spodna pa bledo zelena.
Cvetovi so beli in imajo pet venčnih listov, več rdečih prašnikov ter en pestič. V premeru merijo okoli 10 mm. Na posamezni veji je skupaj zbranih med 5 in 25 cvetov, drevo pa cveti pred olistanjem, od maja do prve polovice junija. Plod je ovalno rdeč, dolg je okoli 10 mm, znotraj pa je eno seme, ki sveže vsebuje cianovodikovo kislino in je strupeno. S plodovi se hranijo različne vrste ptic, ki tako raznašajo semena.

## Razširjenost in uporabnost
V Sloveniji raste enovrati glog do 1.500 m visoko, saj mu nizke temperature ne škodijo. Za rast potrebuje veliko svetlobe, zato  je pogostejši v svetlejših gozdovih, na posekah in gozdnem robu. Najbolj mu ustrezajo težka apnena ilovnata tla, na vlažnost tal pa ni preveč občutljiv.
Enovrati glog je zdravilna rastlina, ki se v tradicionalni medicini uporablja za čaj, ki deluje ugodno na srce, predvsem krepi delovanje in izboljša prekrvavitev srčne mišice, znižuje krvni tlak v perifernem žilju in za lajšanje simptomov pri aterosklerozi, težavah pri dihanju in omotici  Poleg tega naj bi izboljševal sklerotične spremembe koronarnega ožilja, pospeševal prekrvavitev srca, deloval pomirjevalno in diuretično. Za prevretke se uporabljajo cvetovi, listi in plodovi. Uporablja se tudi kot čaj za hujšanje, v sodobni medicini pa se izvajajo testiranja zdravil za zdravljenje srčnega popuščanja, ki temeljijo na izvlečkih gloga. V glogu so prisotni amini (feniletilamin, o-metoksifeniletilamin, tiramin), flavonoidi (derivati flavonov in flavonolov, rutinhiperozid, glikozidi viteksina, glikozidi orientina, procianidini), tanini (kondenzirani procianidini)  ter cianogeni glikozidi in saponini.
Enovrati glog je tudi vir antioksidantov, po ljudskem izročilu  pa se pripravke iz gloga uporablja še pri poapnenju venčnih arterij in žil nasploh, Buergerjevi bolezni, vrsti boleče malokrvnosti in ob meni. Pogosto se uporablja skupaj z baldrijanom in belo omelo.
Plodove se običajno nabira po prvi zmrzali, iz njih pa se v kombinaciji z drugim sadjem lahko dela marmelada. Plodove ponekod namakajo v žganje, vino ali likerje. Pražene peške se lahko uporabijo kot nadomestek za kavo, mladi listi pa kot nadomestek tobaka. Skorja in korenine vsebujejo veliko taninov, zato je iz njih mogoče pridobivati rjavo in rumeno barvilo.

### Vrtnarstvo in hortikultura
Enovrati glog se v vrtnarstvu uporablja za goste žive meje, saj se gosto zarašča, poleg tega pa ima trnje, ki preprečuje dostop divjadi, pašnih živali in ljudi na omejeno področje. Les je rdečkaste ali rumenordečkaste barve in daje pri gorenju veliko toplote in oddaja malo dima, njegova gostota je okoli 780 kg/m3. Zaradi velike gostote in žilavosti se najpogosteje uporablja v kolarstvu, strugarstvu in rezbarstvu. Iz njega se izdeluje orodje ter različni okrasni predmeti kot so škatlice in sprehajalne palice.